# وردة لماري (كتاب)
وردة لماري: البحث عن سفاح بوسطن الحقيقي (بالإنجليزي: A Rose for Mary: The Hunt for the Real Boston Strangler) هو كتاب صدر عام 2003م عن ماري سوليفان الضحية الأخيرة لسفاح بوسطن ألبرت ديسالفو. كتبه ابن شقيق سوليفان كيسي شيرمان. يُقدم الكتاب أدلة الحمض النووي التي تشير إلى أن ديسالفو لم يكن سفاح بوسطن.
في 11 يوليو 2013م نشرت إدارة شرطة بوسطن معلومات تفيد أنهم اكتشفوا أدلة الحمض النووي التي تربط ديسالفو بمقتل ماري سوليفان. كان الحمض النووي الموجود في مكان الحادث شبه قريب من الحمض النووي المأخوذ من ابن أخت ديسالفو. لتحديد قاطع أن الحمض النووي كان لديسالفو أمرت المحكمة باستخراج جثته من أجل اختبار الحمض النووي الخاص به مباشرة. في 19 يوليو 2013م أعلن عمدة مقاطعة سوفولك دانييل ف. كونلي، والنائب العام مارثا كواكلي، ومفوض شرطة بوسطن إدوارد ف. ديفيس عن نتائج اختبار الحمض النووي التي أثبتت أن ألبرت هنري ديسالفو كان مصدر السائل المنوي الذي تم استعادته في مكان مقتل سوليفان عام 1964.